# Otto Herrmann (Politiker, 1889)
Otto Herrmann (* 28. August 1889 in Rothenburg (Saale); † 7. Juni 1976 in Kyhna) war ein deutscher Politiker (USPD, KPD, SED) und von 1929 bis 1933 Abgeordneter des Sächsischen Landtages sowie von 1945 bis 1951 Landrat des Landkreises Delitzsch.

## Leben
Der Sohn eines Hüttenarbeiters erlernte von 1903 bis 1907 das Schuhmacherhandwerk. Nach einjähriger Wanderschaft und dem Militärdienst in Leipzig von 1908 bis 1910 war Herrmann ab 1911 zunächst als Metallarbeiter, später als Wagenführer bei der Leipziger Straßenbahn beschäftigt. 1912 trat er der Gewerkschaft bei. Von 1914 bis 1918 leistete er erneut Militärdienst.
Nach der Novemberrevolution schloss sich Herrmann für kurze Zeit der USPD an und war Mitglied (zeitweilig auch Vorsitzender) des Leipziger Arbeiter- und Soldatenrates. Im Januar 1919 trat er der KPD bei. Bis zu seiner politisch bedingten Entlassung 1924 war Herrmann Vertrauensmann und später Betriebsratsvorsitzender bei der Leipziger Straßenbahn. Danach führte er bis 1933 ein Zigarrengeschäft in Leipzig. Von 1920 bis 1928 gehörte er der KPD-Fraktion in der Leipziger Stadtverordnetenversammlung an. Herrmann war Mitglied der Internationalen Arbeiterhilfe, der Roten Hilfe, des Verbandes proletarischer Freidenker und von 1924 bis 1929 auch des Roten Frontkämpferbundes. Herrmann gehörte bis 1928 zur Leipziger Gruppe der ultralinken Weddinger Opposition. Von 1929 bis 1933 vertrat er die KPD im Sächsischen Landtag. Dort war er 1930 kurzzeitig Schriftführer.
Nach der „Machtergreifung“ der Nationalsozialisten tauchte Herrmann zunächst außerhalb Sachsens unter, wurde aber am 11. Juni 1934 verhaftet und bis 1936 im KZ Sachsenburg und/oder im KZ Sachsenhausen inhaftiert. Sein Sohn und seine Frau waren zeitweilig ebenfalls in Haft. Nach seiner Entlassung stand Herrmann unter Polizeiaufsicht. In dieser Zeit war er als Gartenarbeiter in Kyhna tätig. Zugleich arbeitete er für die Leipziger Widerstandsgruppe um Georg Schumann. Von 1943 bis 1945 diente er in der Wehrmacht.
Nach kurzer Kriegsgefangenschaft wurde Herrmann zunächst als Bürgermeister in Kyhna eingesetzt. Im Oktober 1945 übernahm er das Amt des Landrats des Kreises Delitzsch. Nach seiner Ablösung im Dezember 1950 war er zunächst bis 1953 als Werkleiter des VEB (K) Kreisbaubetriebs Delitzsch, dann bis zu seiner Pensionierung 1957 als Kaderleiter der HO tätig. Otto Herrmann wurde im Ehrenhain des Südfriedhofs in Leipzig beerdigt.

## Ehrungen
Herrmann erhielt 1969 den Vaterländischen Verdienstorden in Silber. In Delitzsch wurde die heutige Friedrich-Naumann-Straße nach ihm benannt. In Kyhna trug die Polytechnische Oberschule seinen Namen.